# Plískov
Plískov (deutsch Pliskow, 1939–45 Pliskau) ist eine Gemeinde in Tschechien. Sie liegt drei Kilometer südwestlich von Zbiroh (Zbirow) und gehört zum Okres Rokycany.

## Geographie
Der Rundling Plískov befindet sich am Rande ausgedehnter Wälder, rechtsseitig über dem Tal des Baches Koželužka am Westhang des Bukov (Bukow; 572 m n.m.) in der Křivoklátská vrchovina (Pürglitzer Bergland). Im Norden erhebt sich die Čertova skála (566 m n.m.), südöstlich die Pečiště (530 m n.m.), im Süden die Sirská hora (593 m n.m.), südwestlich der Radeč (Ratsch; 721 m n. m.), im Westen der Bechlov (604 m n.m.) und nordwestlich der Homole (479 m n.m.). Südlich des Dorfes verläuft die Staatsstraße II/234 zwischen Radnice und Žebrák. Gegen Norden erstreckt sich das Landschaftsschutzgebiet Křivoklátsko, westlich der Naturpark Radeč.

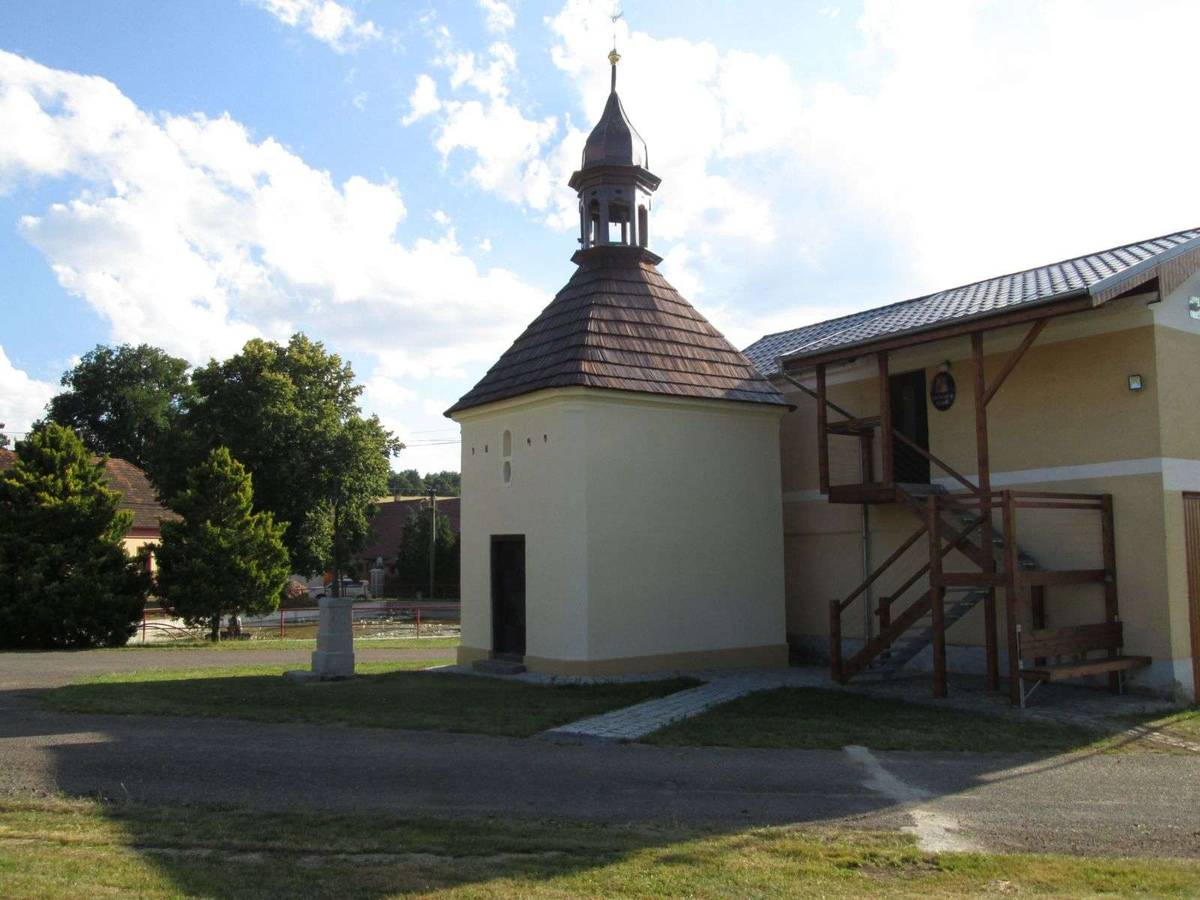
Kapelle und Gemeindeamt auf dem Dorfplatz

Nachbarorte sind Drahoňův Újezd, Přísednice, Jablečno und Liškárna im Norden, Švabín, Zbiroh und U Cihelny im Nordosten, V Čápu, Bukov und Malý Újezd im Osten, Kařez und Cekov im Südosten, Sirá und Těškov im Süden, Pode Lhotou, Lhota pod Radčem und Sklená Huť im Südwesten, Skomelno und Pajzov im Westen sowie Vejvanov, Sebečice und Chotětín im Nordwesten.

## Geschichte

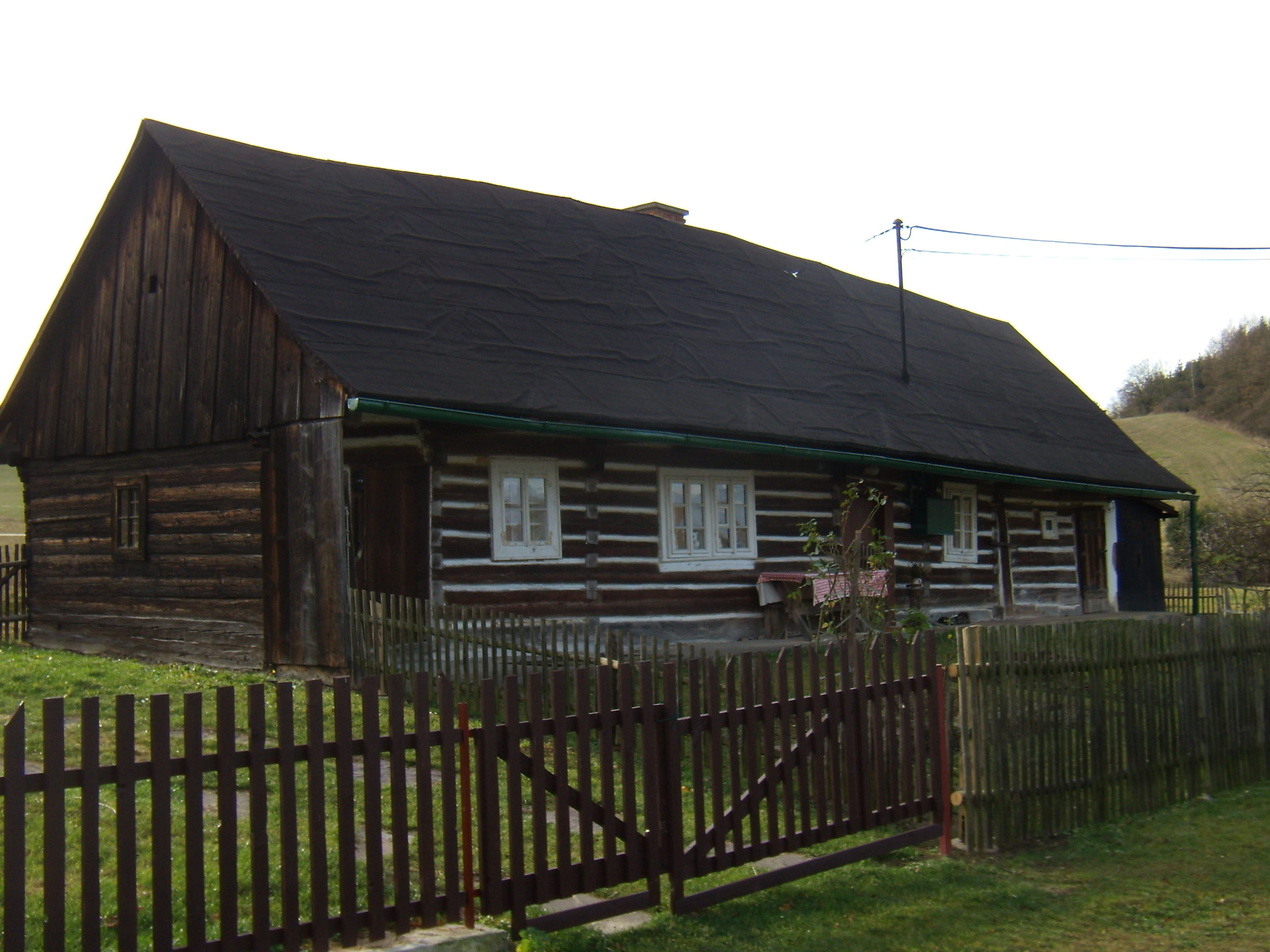
Chaluppe Nr. 30

Die erste schriftliche Erwähnung des Kmetenhofes Plískov erfolgte 1377 als Besitz des Vladiken Jan Drahoň von Újezd. Später erlosch die gesamte Ansiedlung wieder. Vratislav von Mírovic, der 1533 das Gut Drahoňův Újezd erworben hatte, schlug die wüste Rodungsinsel dem Dorf Drahoňův Újezd zu. Im Jahre 1585 erwarb Ladislaw d. Ä. Popel von Lobkowitz (1537–1609) das inzwischen wiederbesiedelte Dorf und schloss es an seine Herrschaft Zbirow an. Wegen seiner Beteiligung am Ungehorsam seines Verwandten Georg Popel von Lobkowicz gegen König Rudolf II. floh der Oberstlandeskämmerer Ladislaw Popel von Lobkowitz 1594 ins Ausland. Seine Herrschaft Zbirow wurde konfisziert und unter die Verwaltung der Böhmischen Kammer gestellt. In der berní rula von 1653 sind für Plískov 14 Anwesen aufgeführt. Dem Rychtář von Plískov waren auch die Bewohner der Dörfer Lhota und Sirá unterstellt.
Im Jahre 1785 bestand Pliskow aus 28 Häusern. 1834 wurde die Kameralherrschaft Zbirow unter die Oberaufsicht des k.k. Berg-Oberamtes Příbram und der Hofkammer im Münz- und Bergwesen gestellt.
Im Jahre 1848 bestand das im Berauner Kreis gelegene Dorf Pliskow aus 37 Häusern mit 372 tschechischsprachigen Einwohnern. Im Ort gab es ein Wirtshaus. Südlich lag das herrschaftliche Forsthaus am Bukow. Pfarrort war Drahno-Augezd, das Dorf war der Expositurkirche in Zbirow zugewiesen. 1849 wurde die Kapelle auf dem Dorfplatz erbaut. Bis zur Mitte des 19. Jahrhunderts blieb Pliskow der k.k. Montanherrschaft Zbirow untertänig.
Nach der Aufhebung der Patrimonialherrschaften bildete Plískov / Pliskow ab 1850 eine Gemeinde im Gerichtsbezirk Zbirow. 1868 wurde Plískov dem Bezirk Hořowitz zugeordnet. Im gleichen Jahr kaufte der preußische Unternehmer Bethel Henry Strousberg die Grundherrschaft Zbirow. Er ließ östlich des Dorfes am Bukov die Eisenerzgrube Josefi-Zeche anlegen. 1869 bestand Plískov aus 48 Häusern und hatte 392 Einwohner. 1879 erwarb Josef Franz Hieronymus von Colloredo-Mannsfeld die Grundherrschaft Zbirow aus dem Strousbergschen Konkurs. Zum 1. September 1896 wurde die Gemeinde Teil des neu gebildeten Bezirks Rokitzan. Die Freiwillige Feuerwehr wurde 1897 gegründet; neben der Kapelle entstand ein Spritzenhaus. Im Jahre 1900 hatte Plískov 289 Einwohner, 1910 waren es 241. Haupterwerbsquelle bildete die Landwirtschaft, einige der Bewohner arbeiteten in der Eisenhütte Borek bei Kařez; die Josefi-Zeche wurde zu dieser Zeit schon nicht mehr betrieben.
Nach dem Ersten Weltkrieg zerfiel der Vielvölkerstaat Österreich-Ungarn, Plískov wurde 1918 Teil der neu gebildeten Tschechoslowakischen Republik. Beim Zensus von 1921 lebten in den 48 Häusern der Gemeinde 231 Tschechen. In dem Dorf bestanden eine Schmiede und ein Gemeindehaus mit drei Wohnungen für Bedürftige. Der Schulunterricht erfolgte in Švabín; die dortige Schule wurde von den Zbiroher Großgrundbesitzern, der Familie Colloredo-Mannsfeld, unterhalten. Anlässlich des 25. Feuerwehrjubiläums wurde am 27. August 1922 das Kriegerdenkmal auf dem Dorfplatz enthüllt; der Grundstein dafür war am 25. September 1921 gelegt worden. Im Jahre 1927 begannen erste Verhandlungen wegen der Elektrifizierung des Dorfes, die jedoch wegen des obstruktiven Verhaltens des Grundstücksbesitzer nicht vorankamen. 1930 lebten in den 52 Häusern von Plískov 244 Personen. Zu dieser Zeit gab es im Ort zwei Kolonialwarenläden und zwei Gasthäuser. Zwischen 1939 und 1945 gehörte die Gemeinde Plískov / Pliskau zum Protektorat Böhmen und Mähren. Im Jahre 1942 waren die ersten Häuser von Plískov an das Elektrizitätsnetz angeschlossen. Nach dem Ende des Zweiten Weltkrieges kam Plískov zur wiedererrichteten Tschechoslowakei zurück. 1950 lebten in den 59 Häusern von Plískov 199 Personen. Die durch den Krieg weiter verzögerte Elektrifizierung von Plískov wurde 1951 abgeschlossen. 1952 wurde die JZD Plískov gegründet. Das letzte Gasthaus schloss 1957, da der Gastwirt die Verstaatlichung des Gewerbes ablehnte. Zum Jahresende 1960 wurde die JZD Plískov liquidiert und ihre Felder dem Staatsgut Švabín übertragen. Das ehemalige Dorfhirtenhaus wurde in den 1960er Jahren zum Wirtshaus umgebaut; außerdem entstand das Gebäude für die Gemeindebücherei. Zwischen 1964 und 1965 wurde das Spritzenhaus vergrößert und zum Gemeindeamt umgebaut; für die Feuerwehr entstand darin ein neuer Raum. In dieser Zeit wurden auch die Dorfstraßen asphaltiert, 1964 am südlichen Ortsrand ein Badeteich geschaffen und 1969 anstelle der zwei kleinen Teiche auf dem Dorfplatz ein Feuerlöschbassin angelegt. Für anderthalb Mio. Kčs entstand zwischen 1972 und 1973 in 15-monatiger Bauzeit neben dem Badeteich ein Kulturhaus mit Gastwirtschaft, das sich zu einem regionalen Kulturzentrum entwickelte. Am 1. April 1980 wurde Plískov nach Zbiroh eingemeindet. Die Gemeinde Plískov wurden zum 24. November 1990 wiedererrichtet. 1991 lebten in den 73 Häusern von Plískov 130 Personen. Beim Zensus von 2011 hatte die Gemeinde 106 Einwohner und bestand aus 80 Wohnhäusern.

## Ortsgliederung
Für die Gemeinde Plískov sind keine Ortsteile ausgewiesen.

## Sehenswürdigkeiten
- Kapelle auf dem Dorfplatz, errichtet 1849
- gezimmerte Chaluppe Nr. 30
- Denkmal für die Gefallenen des Ersten Weltkrieges, auf dem Dorfplatz. Es wurde vom Bildhauer Vojtěch Havíř aus Radnice geschaffen und am 27. August 1922 feierlich enthüllt.
- Gusseisernes Kreuz auf dem Dorfplatz
- Drei geschützte Sommereichen (Plískovské duby) auf dem Gehöft Nr. 9
- wüste Wasserfeste Rovný, westlich von Plískov im Wald. Sie wurde 1418 als Sitz des Lvík von Jivjan erstmals erwähnt. Beim Verkauf des Dorfes Rovensko und des Meierhofes im Jahre 1573 lag die Feste bereits wüst. Erhalten sind der von einem wassergefüllten Teich, Gräben und Wällen umgebene Burghügel.[5]
- Mehrere Wegkreuze